# Haraldsguldet
Haraldsguldet eller Curmsundisken (på engelsk: Curmsun Disc) er en konkav guldskive, som medierne skrev om i 2014, efter at en 11-årig pige i Sverige viste den til sin historielærer.
Det er hævdet, at guldskiven blev fundet i Pommern (nu Polen) i 1841.
Guldskiven eller guldplaketten vejer 25,23 g og er 4,5 cm i diameter med en inskription på den ene side, der nævner kong Harald Blåtand og hans far.

## Historie
Det er hævdet, at guldskiven blev fundet i 1841 i en middelalderkrypt i Groß Weckow i den preussiske provins Pommern (nu Wiejkowo i det nordvestlige Polen). Der var andre guldsager i fundet, men man troede tilsyneladende, at Haraldsguldet var af bronze, og derfor blev den ikke omsmeltet, men opbevaret i en æske med knapper og pynt.[kilde mangler]

## Fremstilling
Skiven er støbt og ikke præget.[kilde mangler]

## Tolkning og datering
Forskere har læst teksten: "+ARALD CVRMSVN +REX AD TANER+SCON+JVMN+CIV ALDIN+". (i standardtekst: Arald Curmsun, rex ad taner, Scon, Iumn, civ Aldin). Oversat: "Harald Gormsen konge over danerne, Skåne, Jomsborg, staden [eller bispesædet] Aldinburg" (Oldenburg i Holsten). Vi ved, at Harald ikke herskede over Aldinburg; byen var hovedby for den slaviske stamme vagrierne og dermed en af de vigtigste byer i obotritternes stammeforbund. Haralds ene hustru Tove kom herfra. Jumne/Jomsborg hørte til Bispedømmet Oldenburgs stift.[kilde mangler]
På korssiden ses en ottekant omkring et latinsk kors omgivet af fire prikker.
Ifølge den svenske arkæolog Sven Rosborn kunne Haraldsguldet være fremstillet af en frankisk håndværker i forbindelse med Haralds begravelse. Ifølge en anden teori fremført i tidsskriftet Siden Saxo af den danske arkivar Steffen Harpsøe kunne skiven være fremstillet af præster omkring Jomsborg og Wiejkowo 1050 - 1125. Navneformen Arald uden H er dog ikke udelukkende et specielt mellemeuropæisk fænomen, men optræder også på et par danske mønter præget i 1040'erne af møntmesteren Odinkar, der virkede i Odense, Lund og Roskilde.
Guldskiven ligner de byzantinske guldplaketter, der anvendtes som diplomatiske gaver. En teori går ud på, at den kunne være fremstillet på foranledning af den tysk-romerske kejserinde Theofano, der i 980'erne regerede det tyske rige på vegne af sin umyndige søn Otto III, som en diplomatisk gestus til støtte for Haralds legitimitet. Theofano var nær slægtning til de østromerske kejsere Nikeforos II og Johnannes I Tzimiskes, græsksproget og bekendt med regeringsførelsen ved kejserhoffet i Konstantinopel.

## Tvivl om ægtheden
Der er fra flere forskere rejst tvivl om, hvorvidt skiven er et falsum.